# Sad Eyes (canción de Robert John)
«Sad Eyes» es una canción escrita y grabada por Robert John y lanzada como sencillo en abril de 1979. Fue producido por George Tobin en asociación con Mike Piccirillo.
En Estados Unidos debutó el 19 de mayo en el Billboard Hot 100, alcanzando la cima el 6 de octubre y llegó al número 10 de la lista Billboard Adult Contemporary. En Canadá alcanzó el número 2 en la lista CRIA Singles, el 3 de la RPM Top Singles y el 10 en la RPM Adult Contemporary.
Esta canción explora la tristeza que experimenta una mujer porque su amante se va para volver con su novia/esposa. La letra indica que la relación estaba destinada desde el principio a ser temporal que terminaría con el regreso de la novia. Está contada desde el punto de vista del hombre y expresa sus esfuerzos por consolarla.
Con reminiscencias de las baladas doo-wop de la década de 1950, "Sad Eyes" se convirtió en una de varias canciones no disco en la cima de las listas de 1979. En julio de 1979 hubo una reacción cultural anti-disco, la Disco Demolition Night, que animó a muchos a pasar de la música disco a la música pop.
En Estados Unidos y Canadá fue certificado disco de oro por la Recording Industry Association of America (RIAA) y Music Canada.

## Posicionamiento en listas
| Lista (1979)                                  | Máxima posición |
| --------------------------------------------- | --------------- |
| Australia (Kent Music Report)                 | 9               |
| Canadá (CRIA Singles)                         | 2               |
| Canadá (RPM Top Singles)                      | 3               |
| Canadá (RPM Adult Contemporary)               | 10              |
| Estados Unidos (Billboard Hot 100)            | 1               |
| Estados Unidos (Billboard Adult Contemporary) | 10              |
| Reino Unido (UK Singles Chart)                | 31              |

## Personal
Los créditos del álbum enumeran a los músicos involucrados en las sesiones de grabación de "Sad Eyes".
- Robert John - voz
- Dennis Belfield - bajo
- Ed Greene - batería
- Stewart Levine, Mike Thompson - teclados
- Darlene Love, George Tobin, Edna Wright - voz
- Bill Neale - guitarra
- Mike Piccirillo - ingeniero, guitarra, voz
- Ryan Ulyate - ingeniero
- Howard Lee Wolen - percusión, ingeniero

## Otras versiones
- Una versión del grupo estadounidense de música country Trader-Price alcanzó el número 55 en la lista Billboard Hot Country Singles en 1989.[14]
- Kyle Vincent también grabó la canción, lanzada en Absolutely The Best of the 70s, acreditada a Bo Donaldson & The Heywoods, y producida por Ron Dante.[15]
- En 1990 una versión de "Sad Eyes" apareció en el álbum de Robin Lee, Black Velvet.[16]